# Montse Martín
Montserrat Martín López (Lérida, 2 de diciembre de 1974), más conocida como Montse Martín, es una ex gimnasta rítmica española que fue campeona del mundo en modalidad de conjuntos (Atenas 1991) y bicampeona de Europa (Stuttgart 1992), además de lograr otras numerosas preseas con la selección nacional de gimnasia rítmica de España. La generación de gimnastas que integró es conocida con el seudónimo de las Primeras Chicas de Oro.
En sus inicios, Montse perteneció al Sicoris Club de Lérida y fue campeona de España de conjuntos en 1.ª categoría (1988) con la Escuela Catalana. Posteriormente, tras su retirada, ha trabajado como diseñadora gráfica, pintora, ilustradora, actriz y bailarina. Es ilustradora de los libros de Olympia y Pinceladas de rítmica, del que es además coautora.

## Biografía deportiva

### Inicios
Comenzó en la gimnasia rítmica con 6 años de edad en el Sicoris Club de Lérida siendo entrenada por Merçè Humedas y Conchita Durán. Posteriormente entrenó con la Escuela Catalana de Gimnasia Rítmica en Manresa (Barcelona). En diciembre de 1988 se proclamó campeona de España de conjuntos en 1.ª categoría con la Escuela Catalana en Playa de Aro. Este conjunto era entrenado por Berta Veiga y en el mismo también estaba la futura gimnasta de la selección española Carmen Acedo.

### Etapa en la selección nacional

#### 1989: ingreso en el conjunto júnior y Europeo de Tenerife
En 1989 es convocada por la selección nacional de gimnasia rítmica de España para entrar en el conjunto júnior, entrenado por Rosa Menor, Paqui Maneus, Cathy Xaudaró y Berta Veiga, y participaría en el Campeonato de Europa Júnior de Tenerife obteniendo la medalla de bronce junto al resto del equipo, integrado también por Carmen Acedo, Noelia Fernández, Ruth Goñi, Eider Mendizábal y Gemma Royo, además de Cristina Chapuli y Diana Martín como suplentes.

#### 1989 - 1990: entrada al conjunto sénior y Europeo de Goteborg

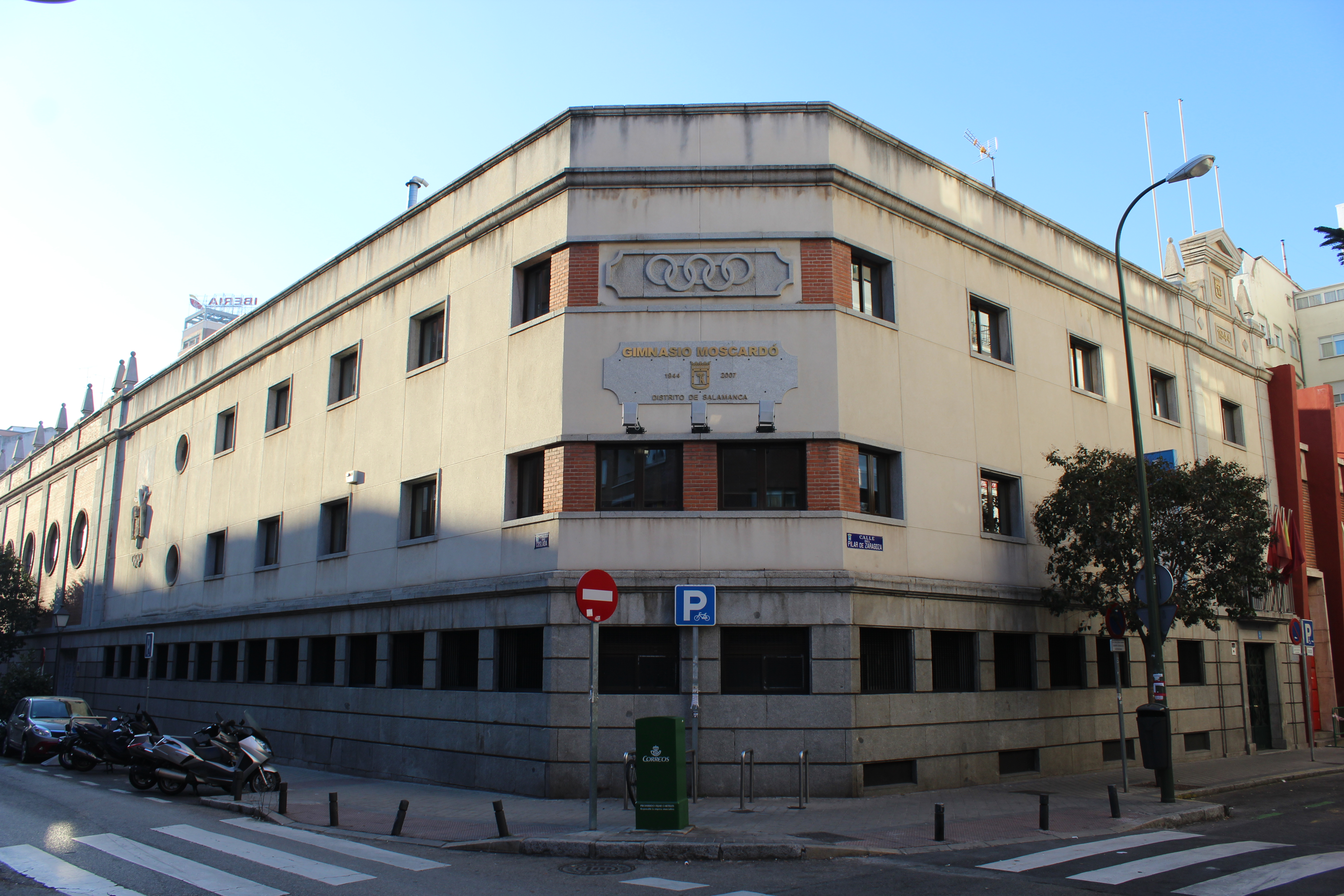
El Gimnasio Moscardó, en el distrito de Salamanca (Madrid), fue el lugar de entrenamiento de la selección nacional de gimnasia rítmica hasta 1997.

A finales de 1989 entraría en el conjunto de la selección nacional absoluta, del que pasaría a formar parte hasta 1992. Durante ese tiempo entrenaría unas 8 horas diarias en el Gimnasio Moscardó de Madrid a las órdenes de Emilia Boneva y de Ana Roncero, que desde 1982 eran seleccionadora nacional y entrenadora de conjuntos respectivamente, y conviviría con todas las integrantes del equipo en una casa en La Moraleja.
En 1990, tres días antes del comienzo del Gymnastic Masters de Stuttgart, sufrió una lesión al fisurarse una pierna tras pisar una pelota. Posteriormente tuvo lugar el Campeonato de Europa de Goteborg, en el que consiguió la medalla de bronce tanto en el concurso general como en 3 pelotas y 3 cuerdas, y la de plata en 12 mazas. En la Final de la Copa del Mundo, disputada ese año en Bruselas, obtuvo 3 medallas de bronce, una por cada final. Serían logradas junto a Beatriz Barral, Lorea Elso, Bito Fuster, Arancha Marty y Vanesa Muñiz, siendo suplentes Marta Aberturas y Gemma Royo. Débora Alonso y Cristina Chapuli también formaban parte del equipo, pero no fueron convocadas a las competiciones ese año. En el torneo Wacoal Cup de Tokio, celebrado en noviembre, lograron la plata en la general.

#### 1991: título mundial en Atenas
En 1991, los dos ejercicios del conjunto fueron el de 6 cintas y el de 3 pelotas y 3 cuerdas. El primero tenía como música «Tango Jalousie», compuesta por Jacob Gade, mientras que el de pelotas y cuerdas, usaba el tema «Campanas», de Víctor Bombi. Para coreografiar los pasos de danza del ejercicio de 6 cintas se contó con la ayuda de Javier Castillo «Poty», entonces bailarín del Ballet Nacional, aunque el coreógrafo habitual del equipo era el búlgaro Georgi Neykov. Previamente al Mundial, consiguieron el oro en el torneo de Karlsruhe (por delante de URSS y Bulgaria) y 3 bronces en el Gymnastic Masters de Stuttgart, ambos en Alemania.

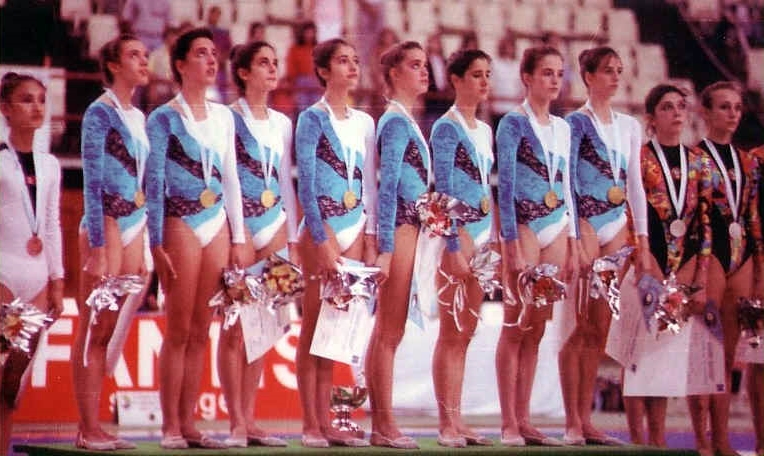
Montse (cuarta a la izqda.) junto al conjunto con el oro en el Mundial de Atenas (1991).

El 12 de octubre de 1991, el conjunto español logró la medalla de oro en el concurso general del Campeonato del Mundo de Gimnasia Rítmica de Atenas. Este triunfo fue calificado por los medios como histórico, ya que fue la primera vez que España se proclamó campeona del mundo de gimnasia rítmica. En la primera jornada del concurso general habían conseguido una puntuación de 19,500 en el ejercicio de 3 pelotas y 3 cuerdas, mientras que en la siguiente, con el montaje de 6 cintas, obtuvieron una nota de 19,350 (9,90 en composición y 9,45 en ejecución). Con una calificación total de 38,850, el equipo español consiguió finalmente superar en el concurso general a la URSS por 50 milésimas, mientras que Corea del Norte fue bronce. Al día siguiente, serían además medalla de plata en las dos finales por aparatos, la de 6 cintas, y la de 3 pelotas y 3 cuerdas. Estas medallas fueron conseguidas por Montse junto a Débora Alonso, Lorea Elso, Bito Fuster, Isabel Gómez y Gemma Royo, además de Marta Aberturas y Cristina Chapuli como suplentes. Dichas medallas serían narradas para España por la periodista Paloma del Río a través de La 2 de TVE. Tras esta consecución, a finales de 1991 realizarían una gira por Suiza.

#### 1992: títulos europeos en Stuttgart y Mundial de Bruselas

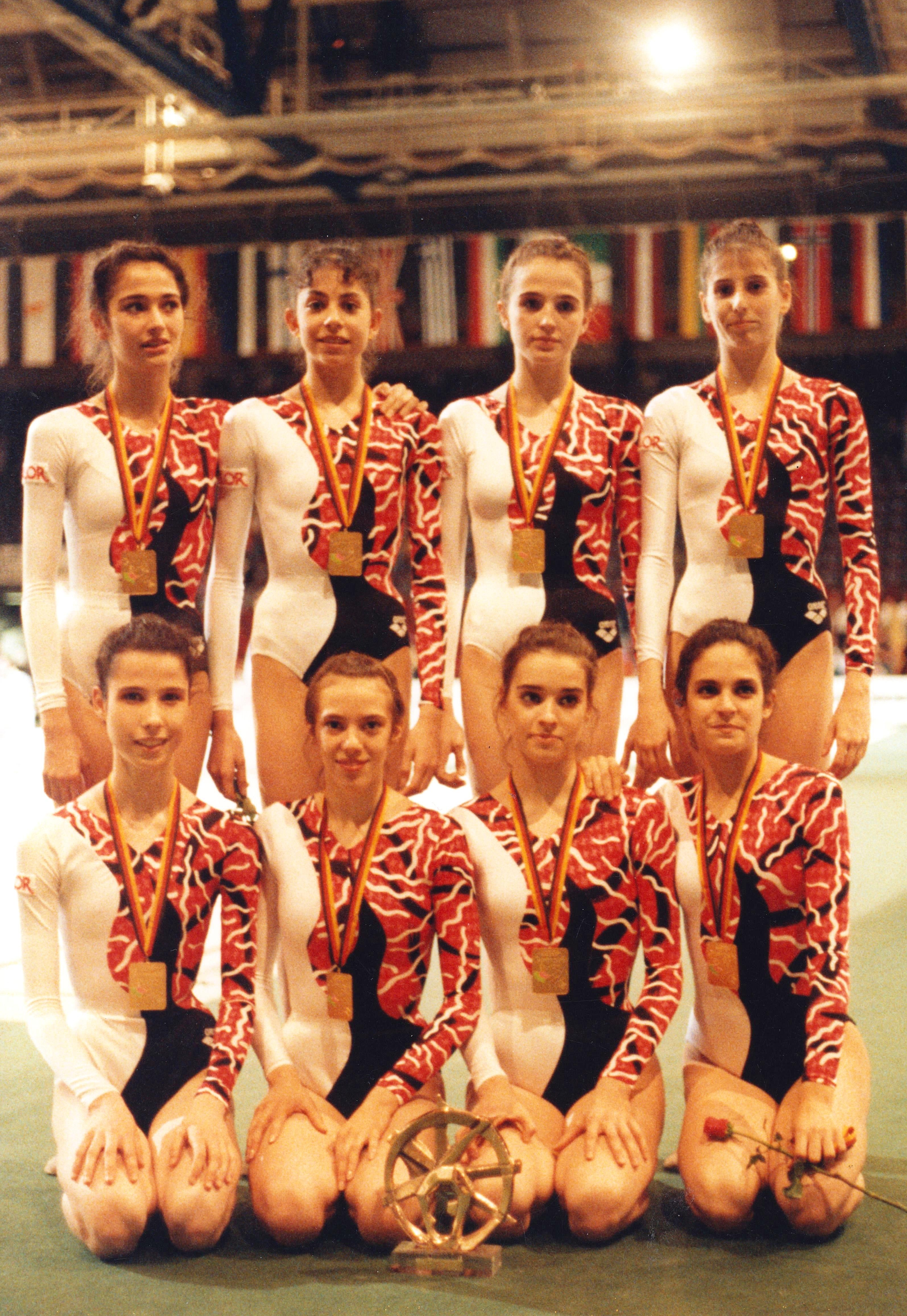
Montse (primera a la izqda.) tras proclamarse campeona de Europa en Stuttgart (1992).

Para 1992, en el torneo de Karlsruhe serían plata, y posteriormente fueron invitadas a realizar una exhibición en el torneo de Corbeil-Essonnes. En junio de 1992, ya con nuevos ejercicios, participaron en el Campeonato Europeo de Stuttgart, donde obtuvieron la medalla de oro en el concurso general (compartida con Rusia), además de conseguir otro oro en la final de 3 pelotas y 3 cuerdas y el bronce en 6 cintas. El conjunto estaba integrado por Montse, Débora Alonso, Lorea Elso, Bito Fuster, Isabel Gómez y Gemma Royo, además de las recién incorporadas Alicia Martín y Cristina Martínez como suplentes. No competiría en los Juegos Olímpicos de Barcelona debido a que los conjuntos no eran una modalidad olímpica entonces, aunque sí participaría junto al resto de sus compañeras en la ceremonia de apertura encabezando el desfile de las naciones participantes.
Poco después lograron el oro tanto en la Asvo Cup (Austria) como en la general del torneo Alfred Vogel Cup (Países Bajos), donde fueron además plata en 6 cintas y oro en 3 pelotas y 3 cuerdas. Las lesiones de Bito Fuster e Isabel Gómez, hicieron que el conjunto fuese reconfigurado para el Campeonato Mundial de Bruselas, quedando ambas como suplentes y siendo sustituidas en la titularidad de ambos ejercicios por Alicia Martín, Cristina Martínez y Bárbara Plaza, que se añadirían a Montse, Débora Alonso, Lorea Elso y Gemma Royo. En esta competición el conjunto obtendría la medalla de plata en el concurso general, quedándose a solo una décima de poder revalidar el título mundial que habían conseguido el año anterior. Además, el 22 de noviembre lograron el bronce en 6 cintas y el octavo puesto en 3 pelotas y 3 cuerdas. Tras este Mundial, Montse se retiraría de la competición, al igual que haría el resto del sexteto titular que había sido campeón del mundo en Atenas el año anterior.

### Retirada de la gimnasia
Se retiró en 1992, después del Campeonato del Mundo de Bruselas. Tras su retirada, estudió diseño de moda en  Lérida y más tarde, en Barcelona, cursaría la carrera de Diseño Gráfico en la Escuela IDEP. Ejerció durante 5 años como diseñadora gráfica en la agencia de publicidad Ados comunicación y posteriormente en tresDbcn. En los últimos años, Montse ha alternado su faceta de diseñadora, pintora e ilustradora freelance en obras de teatro y musicales, con trabajos como actriz y bailarina. Entre sus últimos proyectos en el campo de la danza y el teatro destacan La danza de los dos pianos (2009), dirigida por su hermano Manel Martín y con la presencia de la también exgimnasta internacional leridana Esther Escolar, o Conmovidas en blanco y negro (2009), dirigida e interpretada por ella junto a Elisenda Selvas. En 2010 apareció en un anuncio de televisión para Baileys emitido en Reino Unido.

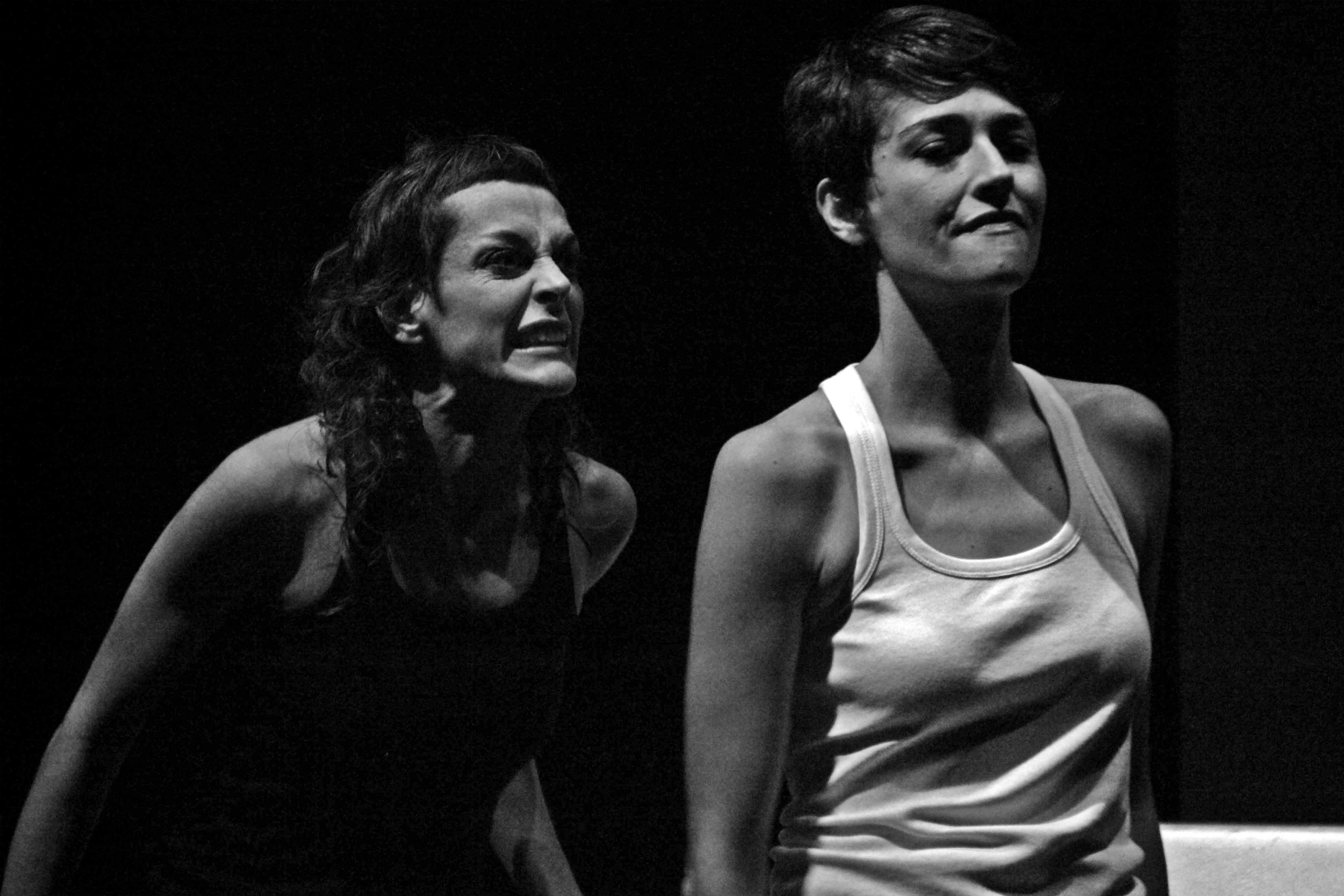
Montse (derecha) con Elisenda Selvas en su obra de teatro Conmovidas en blanco y negro (2009).

En octubre de 2014 se publicaron los dos primeros volúmenes de Olympia, una serie de cuentos infantiles ilustrados en acuarela por Montse y escritos por la también exgimnasta Almudena Cid que están inspirados en la vida deportiva de esta última. Se siguieron lanzando nuevos volúmenes cada pocos meses, publicándose el último volumen ilustrado por Montse en 2017.
El 26 de octubre de 2016, Montse anunció la campaña de crowdfunding para publicar su libro Pinceladas de rítmica, escrito junto a su hermano Manel Martín, en el que desarrollan un recorrido por la historia de la gimnasia rítmica a través de ilustraciones, biografías y análisis artísticos de 50 gimnastas destacadas. Entre ellas se encuentran Anelia Ralenkova, Diliana Gueorguieva, Marta Bobo, Marina Lóbach, Oksana Kóstina, Ana Bautista, Elena Shamatulskaya, Carmen Acedo, María Petrova, Carolina Pascual, Ekaterina Serebrianskaya, Elena Vitrichenko, Eva Serrano, Olga Gontar, Almudena Cid, Alina Kabáyeva, Anna Bessonova, Yevguenia Kanáyeva, Alina Maksymenko, Ganna Rizatdinova, Margarita Mamún o Yana Kudryavtseva. El libro fue presentado el 25 de mayo de 2017 en la sede del CSD. La presentación estuvo presidida por Montse y Manel Martín, además del director de Deportes del CSD, Jaime González, y Jesús Carballo, presidente de la Real Federación Española de Gimnasia. Al acto asistieron numerosas exgimnastas españolas como Lorea Elso (que ejerció de maestra de ceremonias), Bito Fuster, Gemma Royo, Carolina Pascual, Carmen Acedo, Ana Bautista, Eva Jiménez, Arancha Marty, María Martín, Ana Roncero, Ana María Pelaz, Isabel Pagán y Sara Bayón, la seleccionadora nacional Anna Baranova, y parte del conjunto júnior español. El 16 de diciembre de 2017, Martín se reunió junto a otras exgimnastas del equipo nacional para realizar un homenaje a la exseleccionadora Ana Roncero.
En septiembre de 2018 viajó junto a varias exgimnastas de la selección española al Mundial de Gimnasia Rítmica de Sofía para reencontrarse con la ex seleccionadora nacional Emilia Boneva, organizándose además una cena homenaje en su honor. El 16 de noviembre de 2019, con motivo del fallecimiento de Emilia Boneva, unas 70 exgimnastas nacionales, entre ellas Montse, se reunieron en el tapiz para rendirle tributo durante el Euskalgym. El evento tuvo lugar ante 8.500 asistentes en el Bilbao Exhibition Centre de Baracaldo y fue seguido además de una cena homenaje en su honor.

## Legado e influencia
El conjunto nacional de gimnasia rítmica de 1991 consiguió en el Mundial de Atenas el primer título mundial para la rítmica española, logrando en dicha disciplina imponerse por primera vez un país occidental a los países del Este. Sería además el primer equipo femenino español en proclamarse campeón del mundo en un deporte mediático. Reseñas de este hito aparecen en libros como Gimnasia rítmica deportiva: aspectos y evolución (1995) de Aurora Fernández del Valle, Enredando en la memoria (2015) de Paloma del Río o Pinceladas de rítmica (2017), de la propia Montse y de Manel Martín.

## Equipamientos
| Período     | Proveedor |
| ----------- | --------- |
| 1989 - 1992 | Arena     |

## Música de los ejercicios
| Año         | Aparatos              | Música                                                                                 |
| ----------- | --------------------- | -------------------------------------------------------------------------------------- |
| 1989 - 1990 | 12 mazas              | «España cañí», pasodoble compuesto por Pascual Marquina Narro.                         |
| 1990        | 12 mazas              | Pieza Asturias (Leyenda), perteneciente a la Suite española, Op. 47 de Isaac Albéniz.  |
| 1990 - 1991 | 3 pelotas y 3 cuerdas | «Spain» de Chick Corea, versionada por Michel Camilo y Tomatito.                       |
| 1991 - 1992 | 6 cintas              | «Tango Jalousie», compuesto por Jacob Gade.                                            |
| 1991        | 3 pelotas y 3 cuerdas | «Campanas», de Víctor Bombi.                                                           |
| 1992        | 6 cintas              | Pieza Sevilla, perteneciente a la Suite española, Op. 47 de Isaac Albéniz.             |
| 1992        | 3 pelotas y 3 cuerdas | Música del ballet Arraigo de Jerónimo Maesso, creado para el coreógrafo Víctor Ullate. |

## Palmarés deportivo

### Selección española
| 1989 - Campeonato de Europa Júnior de Tenerife 3.er puesto en preliminares Bronce en final (6 cintas) 1990 - DTB-Pokal Karlsruhe Oro en concurso general - Gymnastic Masters de Stuttgart* Bronce en concurso general - Final de la Copa del Mundo en Bruselas Bronce en concurso general Bronce en 12 mazas Bronce en 3 pelotas y 3 cuerdas - Campeonato de Europa de Goteborg Bronce en concurso general Plata en 12 mazas Bronce en 3 pelotas y 3 cuerdas - Wacoal Cup Plata en concurso general 1991 - DTB-Pokal Karlsruhe Oro en concurso general | 1991 (continuación) - Gymnastic Masters de Stuttgart Bronce en concurso general Bronce en 6 cintas Bronce en 3 pelotas y 3 cuerdas - Campeonato del Mundo de Atenas Oro en concurso general Plata en 6 cintas Plata en 3 pelotas y 3 cuerdas 1992 - DTB-Pokal Karlsruhe Plata en concurso general - Campeonato de Europa de Stuttgart Oro en concurso general Bronce en 6 cintas Oro en 3 pelotas y 3 cuerdas - Asvo Cup Oro en concurso general - Alfred Vogel Cup Oro en concurso general Plata en 6 cintas Oro en 3 pelotas y 3 cuerdas - Campeonato del Mundo de Bruselas Plata en concurso general Bronce en 6 cintas 8.º puesto en 3 pelotas y 3 cuerdas |

*Una fisura en una pierna le impidió competir en esta cita

## Premios, reconocimientos y distinciones
- Medalla al Mérito Gimnástico, otorgada por la Real Federación Española de Gimnasia (1991)

### Otros honores
- Recepción y firma en el Libro de Honor del Ayuntamiento de Vandellós y Hospitalet del Infante (2019)[34][35]

## Galería

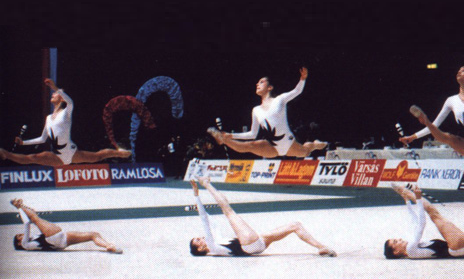
Ejercicio de mazas del conjunto español en el Europeo de Goteborg (1990).
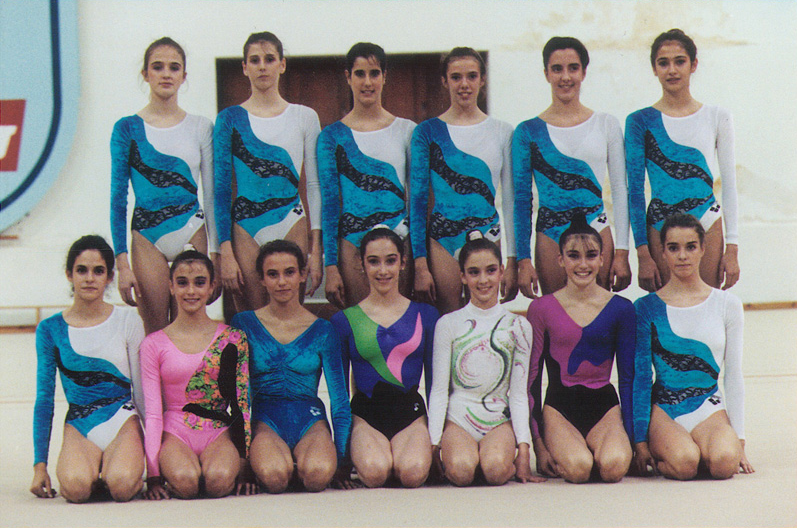
Martín (de pie, primera a la derecha) con la selección de gimnasia rítmica en el Gimnasio Moscardó (1991).
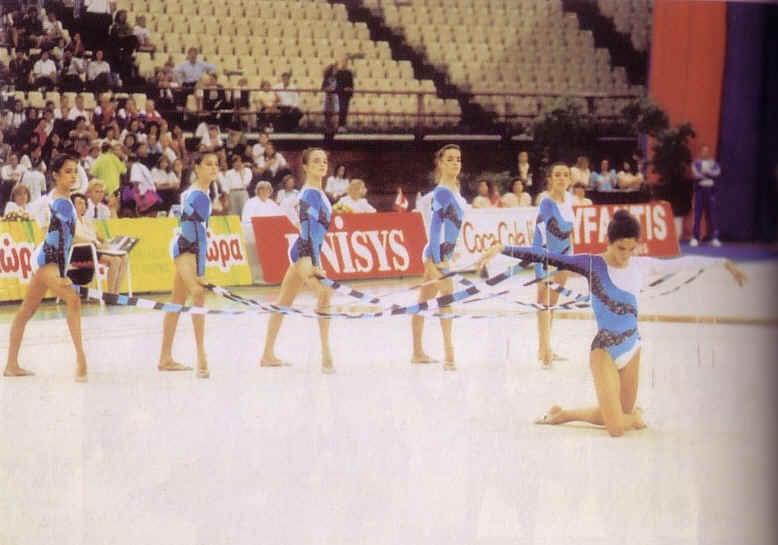
Montse (al fondo, a la izqda.) en el inicio del ejercicio de 6 cintas en el Mundial de Atenas (1991).
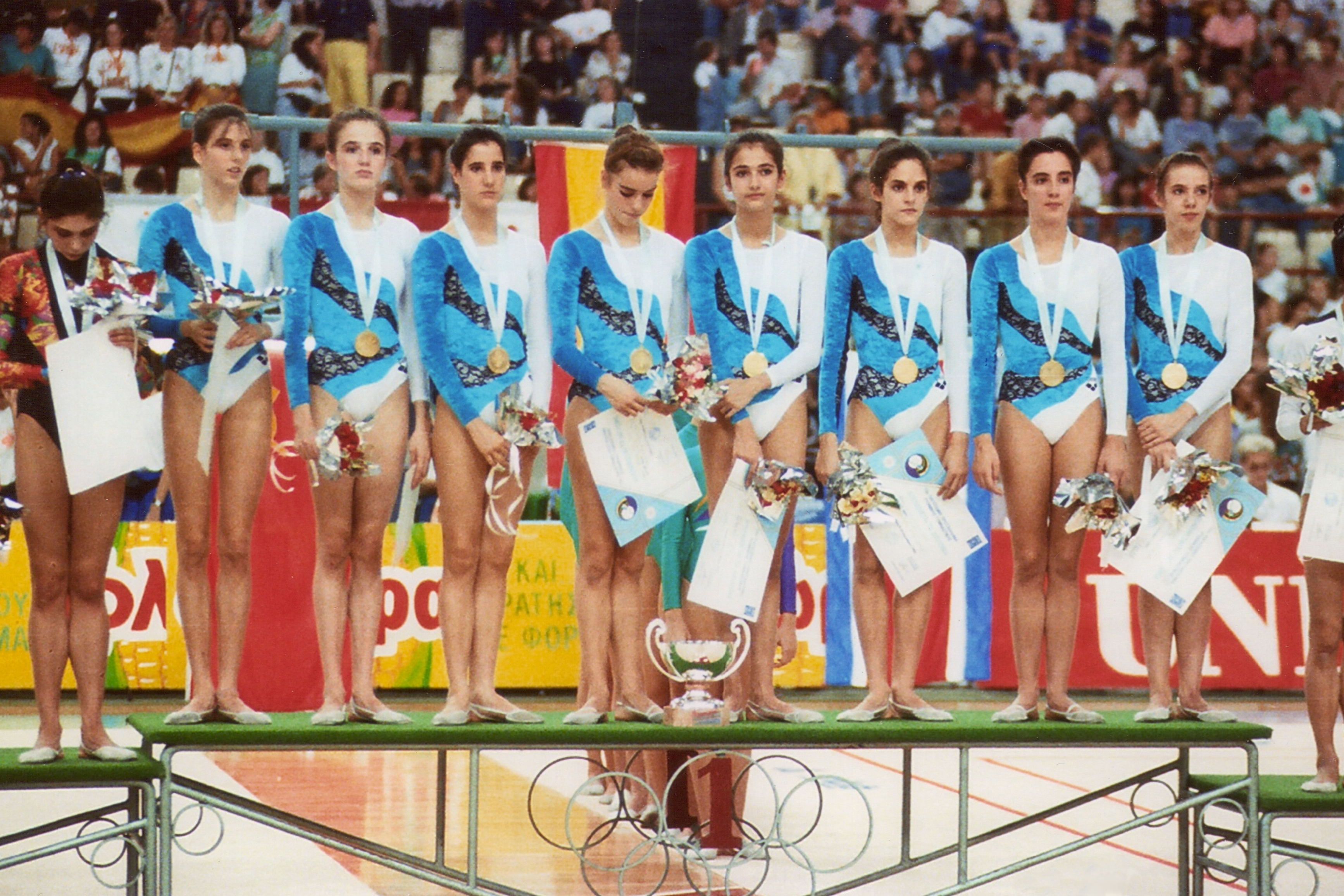
El conjunto español con el oro en el podio del concurso general del Mundial de Atenas.
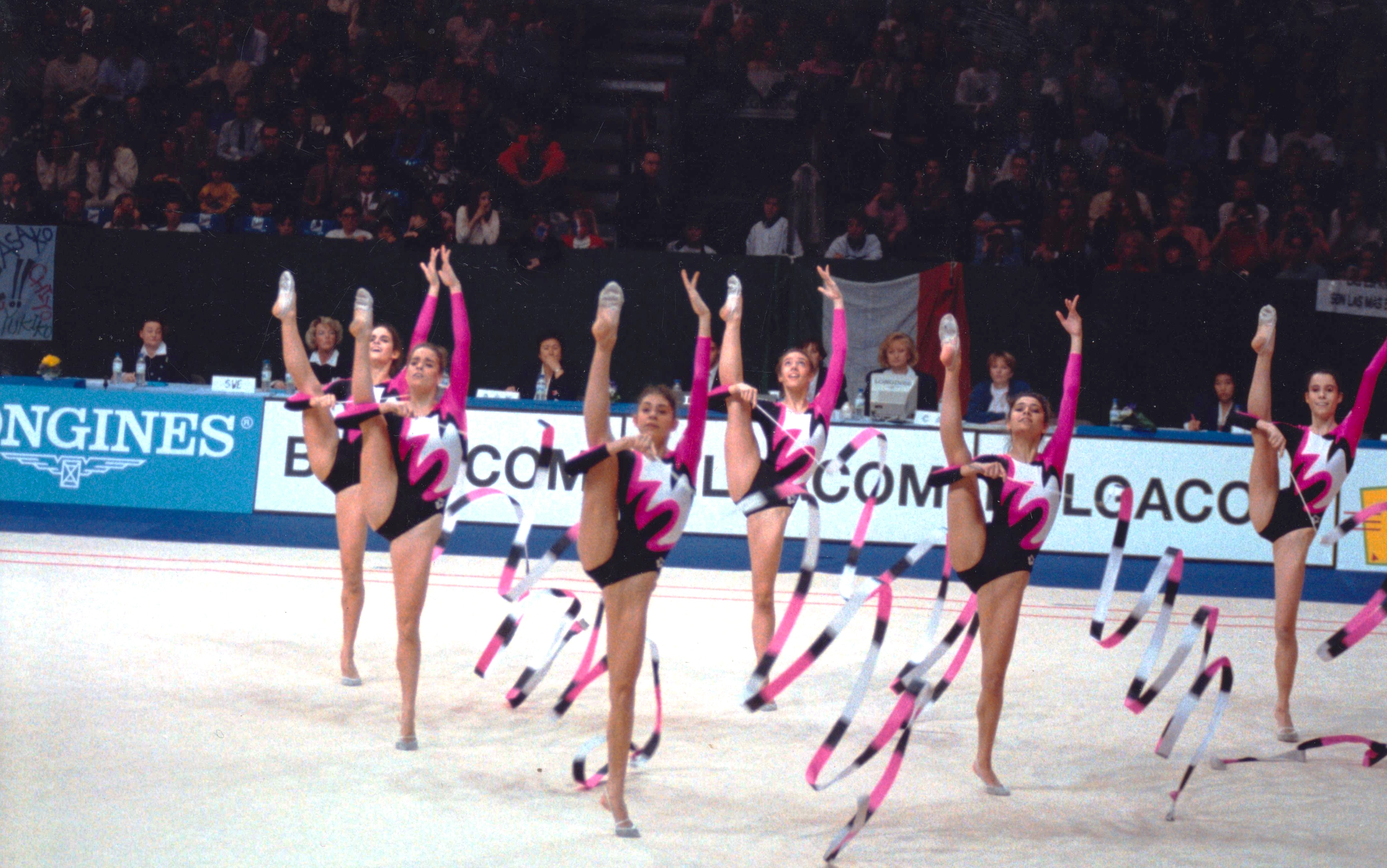
El conjunto durante el ejercicio de 6 cintas en el Mundial de Bruselas (1992).
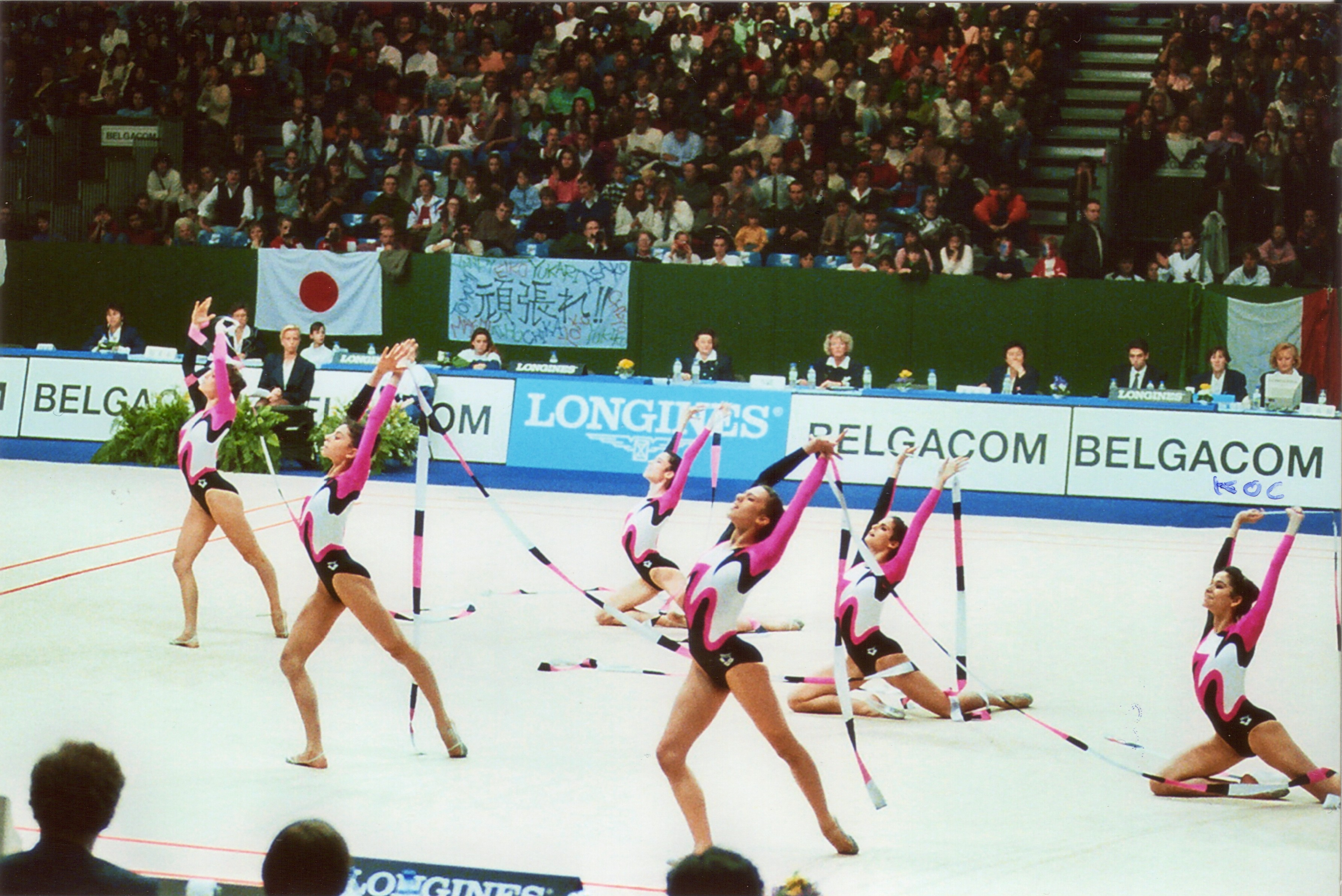
Final del ejercicio de cintas en Bruselas, montaje donde usan la pieza Sevilla de la Suite española, Op. 47 de Isaac Albéniz.
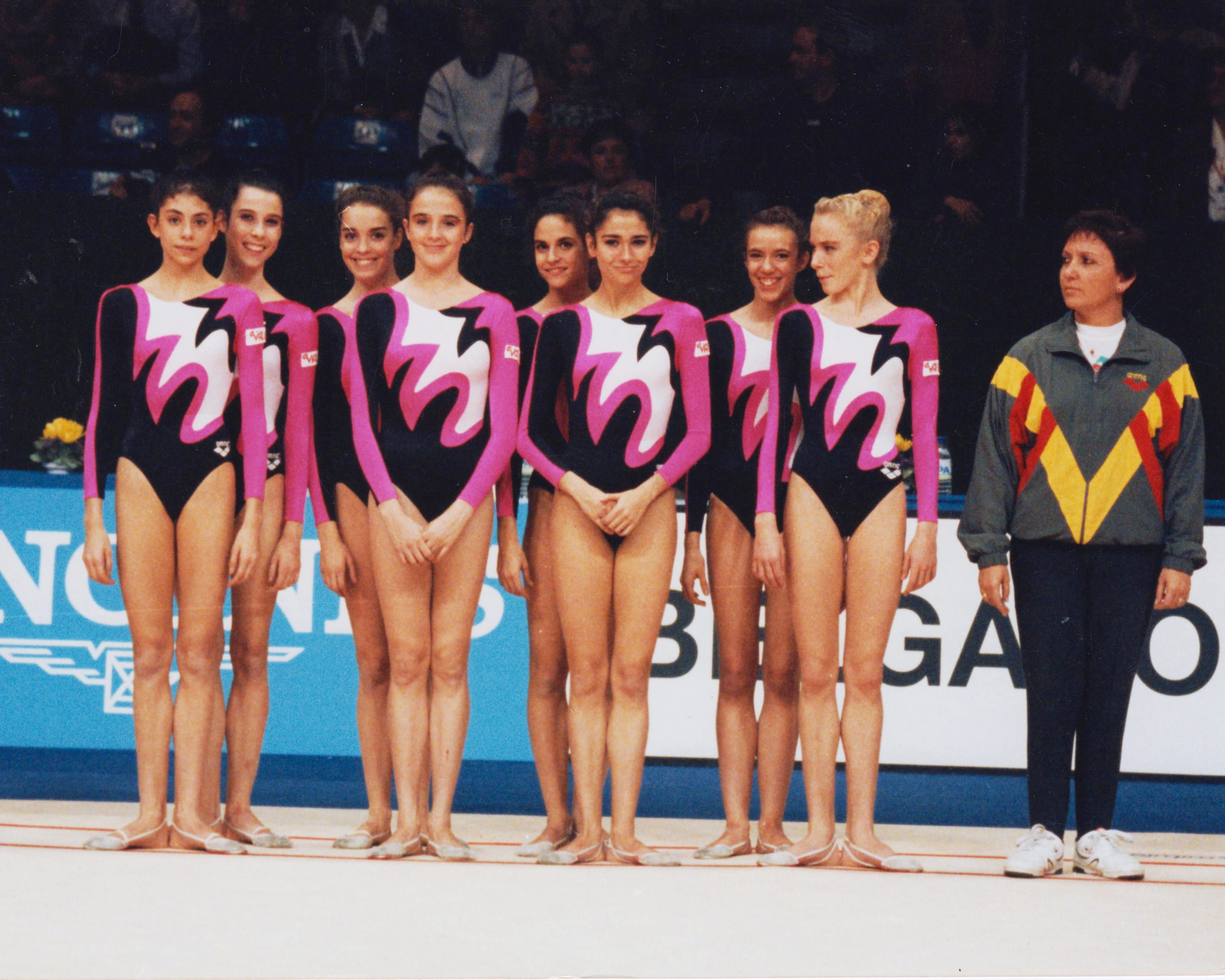
El equipo español antes de subir al podio en dicho Mundial.
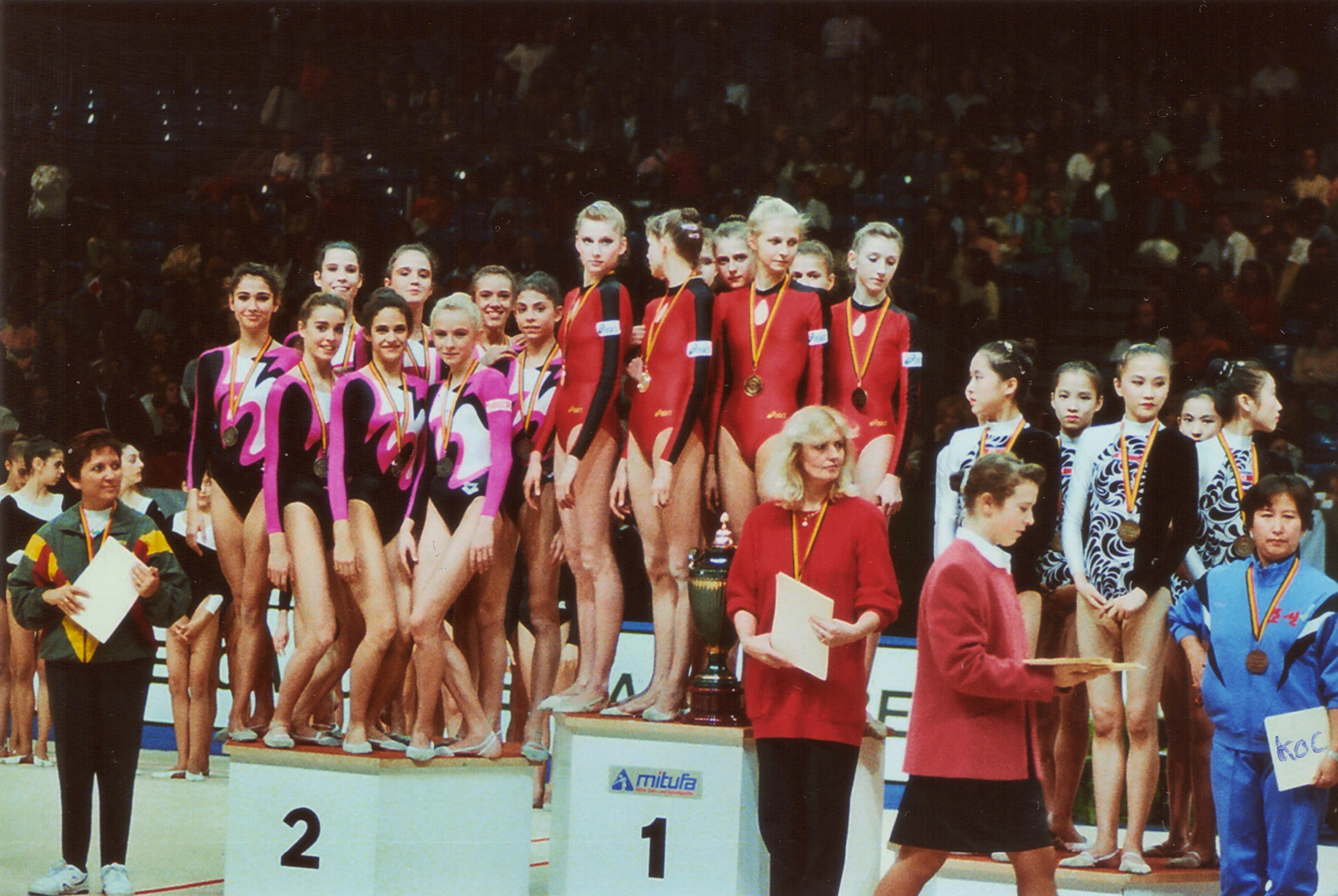
El combinado nacional con la plata en el podio del concurso general en Bruselas.
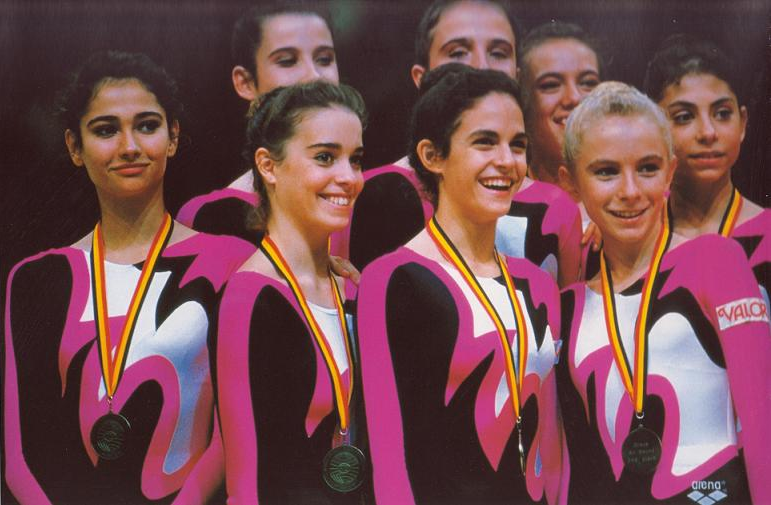
El conjunto español con la plata en el podio de la general de Bruselas.
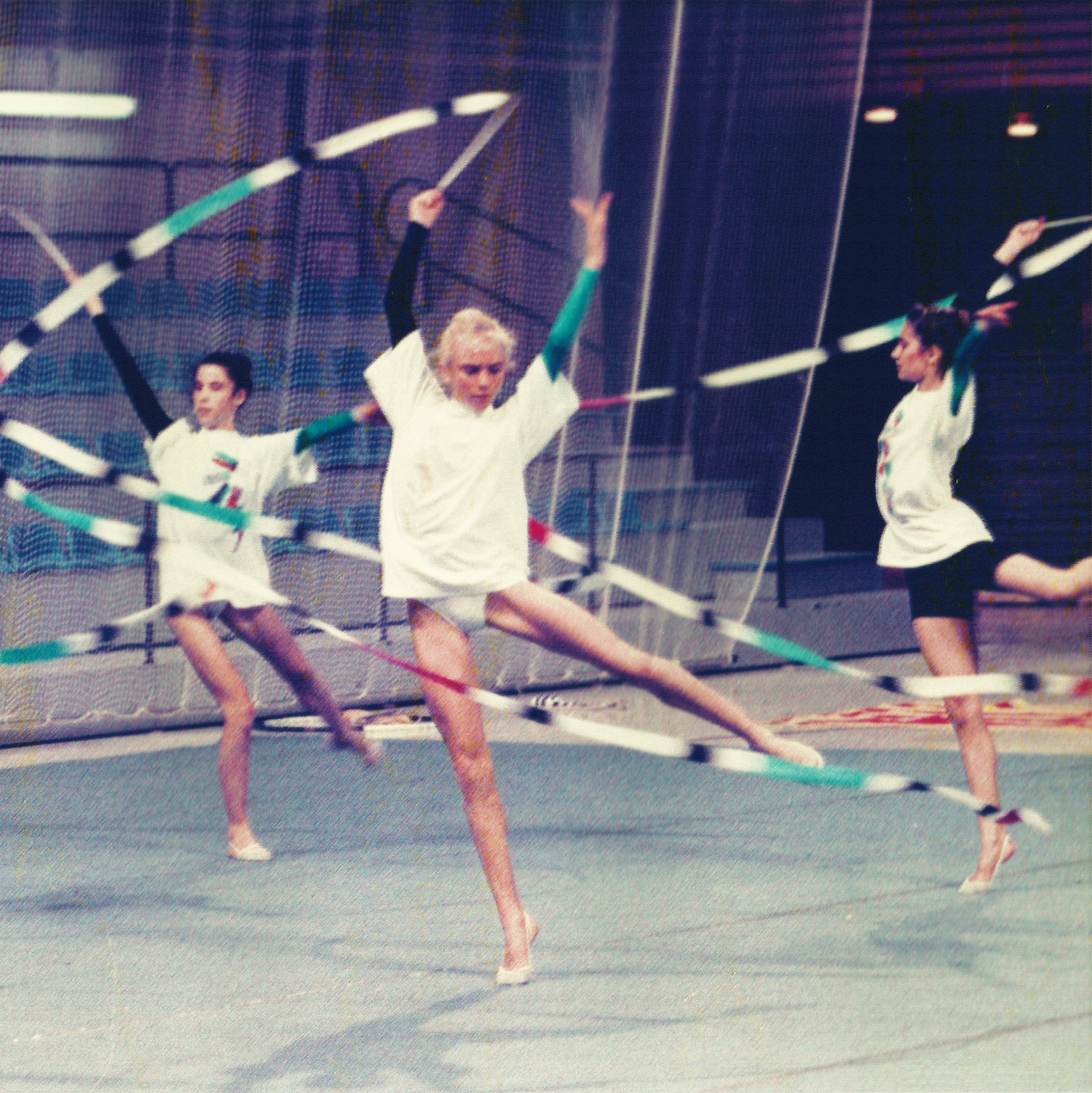
Montse Martín (a la derecha) junto a Alicia Martín y Bárbara Plaza en una exhibición en Reus (1992).

## Filmografía

### Películas
| Películas | Películas  | Películas               | Películas    | Películas       |
| Año       | Título     | Personaje               | Notas        | Director        |
| --------- | ---------- | ----------------------- | ------------ | --------------- |
| 2014      | Tuck Me In | Aparición en fotografía | Cortometraje | Ignacio F. Rodó |

### Programas de televisión
| Programas de televisión | Programas de televisión | Programas de televisión | Programas de televisión              |
| Año                     | Título                  | Cadena                  | Notas                                |
| ----------------------- | ----------------------- | ----------------------- | ------------------------------------ |
| 1990                    | Camarada Boneva         | La 2 de TVE             | Aparición en reportaje               |
| 1991                    | De tú a tú              | Antena 3                | Invitada junto al resto del conjunto |
| 1991                    | Tele 5 ¿dígame?         | Telecinco               | Invitada junto al resto del conjunto |
| 1991                    | VIP Tarde               | Telecinco               | Invitada junto al resto del conjunto |

### Danza y teatro
| Obras de teatro | Obras de teatro              | Obras de teatro | Obras de teatro                 | Obras de teatro                                      |
| Año             | Título                       | Personaje       | Director                        | Lugar                                                |
| --------------- | ---------------------------- | --------------- | ------------------------------- | ---------------------------------------------------- |
| 2009            | La danza de los dos pianos   | La magia blanca | Manel Martín                    | Auditorio Municipal Enric Granados de Lérida y otros |
| 2009            | Conmovidas en blanco y negro | -               | Montse Martín y Elisenda Selvas | Teatro del Escorxador de Lérida                      |

### Publicidad
- Anuncio de televisión para Baileys emitido en Reino Unido (2010).[24]